# Adelphicos quadrivirgatum
La culebra cavadora centroamericana (Adelphicos quadrivirgatum) es una especie de culebra que pertenece al género Adelphicos en la familia Colubridae. Es nativo de México, Belice, Guatemala, Honduras y Nicaragua.

## Taxonomía
Se reconocen las siguientes subespecies:
- Adelphicos quadrivirgatum newmanorum Taylor, 1950
- Adelphicos quadrivirgatum quadrivirgatum Jan, 1862
- Adelphicos quadrivirgatum sargii (Fischer, 1885)
- Adelphicos quadrivirgatum visoninus (Cope, 1866)